# Ян Малаховський (канцлер)

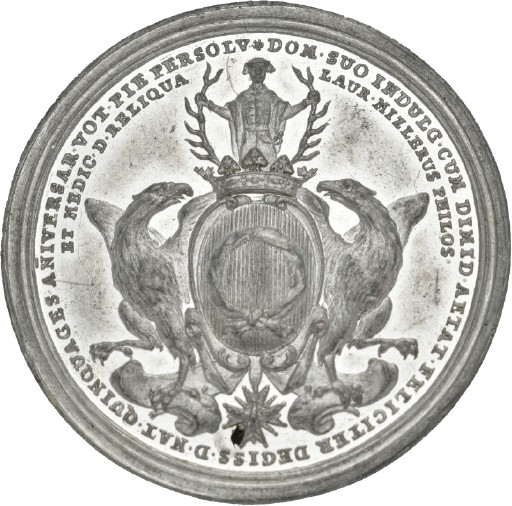
Die Medaille wurde von einem Freund Malachowskis

Я́н Малахо́вський (пол. Jan Małachowski; 26 січня 1698—25 червня 1762) — державний діяч Речі Посполитої. Представник шляхетського роду Малаховських гербу Наленч. Народився в Конському, Польща. Третій син Станіслава Малаховського і його дружини Анни Констанції Любомирської. Великий канцлер коронний (1746–1762), сенатор. Великий стольник коронний (з 1734), великий підканцлер коронний (1735–1746). Староста опочинський, остроленцький, городоцький і кшечувський. Прибічник польського короля Августа ІІІ Фрідріха. Посол від Сандомирського воєводства на пацифікаційний сейм 1735 року. Батько Яцека Малаховського, великого канцлера коронного.